# جان بروکلهرست (بازیکن فوتبال)
جان بروکلهرست (انگلیسی: John Brocklehurst; ۱۵ دسامبر ۱۹۲۷ – ۲۰۰۵ (۷۷−۷۸ سال)) بازیکن فوتبال اهل بریتانیا بود.
از باشگاه‌هایی که در آن بازی کرده‌است می‌توان به باشگاه فوتبال برافورد پارک آونیو، باشگاه فوتبال استالی‌بریج سلتیک، باشگاه فوتبال ویگان اتلتیک، و باشگاه فوتبال منچستر یونایتد اشاره کرد.